# Коротков, Евгений Александрович
Евге́ний Алекса́ндрович Коротко́в (род. 10 декабря 1987, Москва) — российский хоккеист, центральный нападающий. Воспитанник московского «Спартака».

## Карьера
Евгений Коротков начал свою профессиональную карьеру в 2005 году в составе клуба белорусской Экстралиги «Брест», выступая до этого за его фарм-клуб, а также вторую команду московских «Крыльев Советов». В своём дебютном сезоне Евгений провёл на площадке 16 матч, в которых он набрал 1 (0+1) очко. Перед началом следующего сезона Коротков вернулся в «Крылья Советов», однако за весь год он сыграл лишь 2 матча в составе основной команды, львиную долю сезона проведя в фарм-клубе.
Тем не менее, уже в сезоне 2007/08 Евгений стал основным игроком клуба, в 58 проведённых матчах набрав 22 (10+12) очка. В следующем сезоне, в котором выступал уже МХК «Крылья Советов», Коротков, отметившийся 39 (14+25) баллами за результативность в 65 играх, вместе с командой дошёл до финала Кубка Братина, где «КС» уступили ханты-мансийской «Югре» со счётом 0:3 в серии.
Летом 2009 года Евгений подписал контракт с московским ЦСКА, в составе которого 15 сентября в матче против новокузнецкого «Металлурга» и дебютировал в Континентальной хоккейной лиге, сразу же отметившись результативной передачей. Тем не менее, в оставшихся 34 матчах, в которых Коротков принимал участие, он сумел набрать лишь 1 (0+1) очко, поэтому 5 января 2010 года он был отдан в аренду до конца сезона в воскресенский «Химик». Сразу после окончания турнира Евгений вернулся в ЦСКА, однако в новом сезоне он продолжил показывать невыразительную игру, набрав лишь 1 (0+1) очко в 33 матчах, поэтому летом 2011 года ему пришлось искать новую команду.
18 июля Коротков заключил испытательное соглашение с новичком КХЛ попрадским «Львом», однако уже спустя месяц он покинул клуб и отправился на просмотр в хабаровский «Амур». 15 сентября по причине травмы Андрея Мухачёва руководство дальневосточного клуба приняло решение дозаявить игрока для участия в сезоне 2011/12. 23 октября в игре с астанинским «Барысом» Евгений забросил свою первую шайбу в КХЛ, однако спустя месяц в матче против рижского «Динамо» он получил разрыв мышцы бедра и выбыл на неопределённый срок. 3 мая 2012 года Коротков продлил своё соглашение с клубом ещё на два года.
В июне 2014 подписал контракт с ХК ЦСКА сроком на 2 года.

## Достижения
- Финалист Кубка Братина 2009.

Чемпион России по хоккею с шайбой 2015
Бронзовый призёр Кубка Гагарина 2015
Серебряный призёр Кубка Гагарина 2016 
Серебряный призёр Чемпионата России по хоккею с шайбой 2016.

## Статистика выступлений
Последнее обновление: 9 апреля 2016 года
|                 |                    |                 | Регулярный сезон | Регулярный сезон | Регулярный сезон | Регулярный сезон | Регулярный сезон | Регулярный сезон | Плей-офф | Плей-офф | Плей-офф | Плей-офф | Плей-офф | Плей-офф |
| Сезон           | Команда            | Лига            | Игр              | Г                | П                | Очк              | +/-              | Штр              | Игр      | Г        | П        | Очк      | +/-      | Штр      |
| --------------- | ------------------ | --------------- | ---------------- | ---------------- | ---------------- | ---------------- | ---------------- | ---------------- | -------- | -------- | -------- | -------- | -------- | -------- |
| 2004/05         | Крылья Советов-2   | Первая лига (Р) | 32               | 0                | 1                | 1                | --               | 22               | —        | —        | —        | —        | —        | —        |
| 2005/06         | Крылья Советов-2   | Первая лига     | 31               | 3                | 4                | 7                | --               | 24               | —        | —        | —        | —        | —        | —        |
| 2005/06         | Брест-2            | Первая лига (Б) | 13               | 2                | 10               | 12               | --               | 75               | —        | —        | —        | —        | —        | —        |
| 2005/06         | Брест              | Экстралига      | 16               | 0                | 1                | 1                | --               | 16               | —        | —        | —        | —        | —        | —        |
| 2006/07         | Крылья Советов-2   | Первая лига     | 51               | 6                | 10               | 16               | --               | 66               | —        | —        | —        | —        | —        | —        |
| 2006/07         | Крылья Советов     | Суперлига       | 2                | 0                | 0                | 0                | -3               | 0                | —        | —        | —        | —        | —        | —        |
| 2007/08         | Крылья Советов     | Высшая лига     | 55               | 10               | 10               | 20               | +10              | 83               | 3        | 0        | 2        | 2        | +1       | 0        |
| 2008/09         | МХК Крылья Советов | Высшая лига     | 51               | 9                | 16               | 25               | +14              | 66               | 14       | 5        | 9        | 14       | +6       | 34       |
| 2009/10         | ЦСКА               | КХЛ             | 35               | 0                | 2                | 2                | -4               | 22               | —        | —        | —        | —        | —        | —        |
| 2009/10         | Химик Вк           | Высшая лига     | 12               | 2                | 6                | 8                | +5               | 4                | 5        | 0        | 0        | 0        | -4       | 29       |
| 2010/11         | ЦСКА               | КХЛ             | 33               | 0                | 1                | 1                | -3               | 12               | —        | —        | —        | —        | —        | —        |
| 2011/12         | Амур               | КХЛ             | 24               | 2                | 0                | 2                | -2               | 2                | —        | —        | —        | —        | —        | —        |
| 2012/13         | Амур               | КХЛ             | 50               | 3                | 5                | 8                | -12              | 45               | —        | —        | —        | —        | —        | —        |
| 2013/14         | Амур               | КХЛ             | 44               | 3                | 15               | 18               | 4                | 26               | —        | —        | —        | —        | —        | —        |
| 2014/15         | ЦСКА               | КХЛ             | 25               | 2                | 2                | 4                | 8                | 6                | 15       | 1        | 2        | 3        | 5        | 8        |
| 2015/16         | ЦСКА               | КХЛ             | 40               | 4                | 2                | 6                | 3                | 48               | 5        | 1        | 1        | 2        | 3        | 2        |
| Всего в КХЛ     | Всего в КХЛ        | Всего в КХЛ     | 251              | 14               | 27               | 41               | -6               | 161              | 20       | 2        | 3        | 5        | 8        | 10       |
| Всего в карьере | Всего в карьере    | Всего в карьере | 357              | 36               | 61               | 95               | +17              | 392              | 22       | 5        | 11       | 16       | +3       | 63       |